# Hideshige Takada
Hideshige Takada (japanisch 高田 秀重 Takada Hideshige; * 1959) ist ein japanischer Umweltchemiker. Er ist Professor am Laboratory of Organic Geochemistry der Universität für Landwirtschaft und Technologie Tokio.

## Werdegang
Takada wurde 1986 an der Tokyo Metropolitan University promoviert. Anschließend trat er an die Universität für Landwirtschaft und Technologie Tokio, wo er 1997 zum Assistenzprofessor und 2007 zum Professor ernannt wurde.
Takada beschäftigt sich mit dem Verhalten von organischen Schadstoffen und Mikroplastik bzw. Plastikfragmenten in Meeren sowie deren Ablagerung in Sedimenten und deren Aufnahme durch Seevögel.
Er ist Mitglied des International Panel on Chemical Pollution (IPCP). Zudem ist er Chefredaktor der wissenschaftlichen Zeitschrift Environmental Monitoring & Contaminants Research.

## Werke
- Hideshige Takada, Hrissi K. Karapanagioti: Hazardous Chemicals Associated with Plastics in the Marine Environment (= The Handbook of Environmental Chemistry. Band 78). Springer International Publishing, Cham ZG, Schweiz 2019, ISBN 978-3-319-95568-1, doi:10.1007/978-3-319-95568-1.

## Auszeichnungen
- 2019: Japanese Association of Organic Geochemists – Academic Award[7]